# Ernst II. zu Hohenlohe-Langenburg

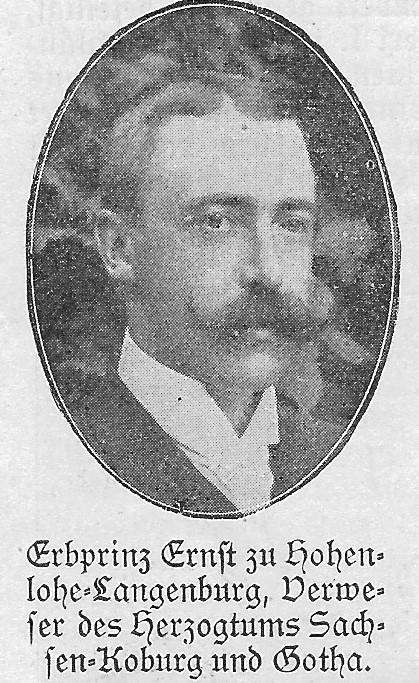
Ernst zu Hohenlohe-Langenburg

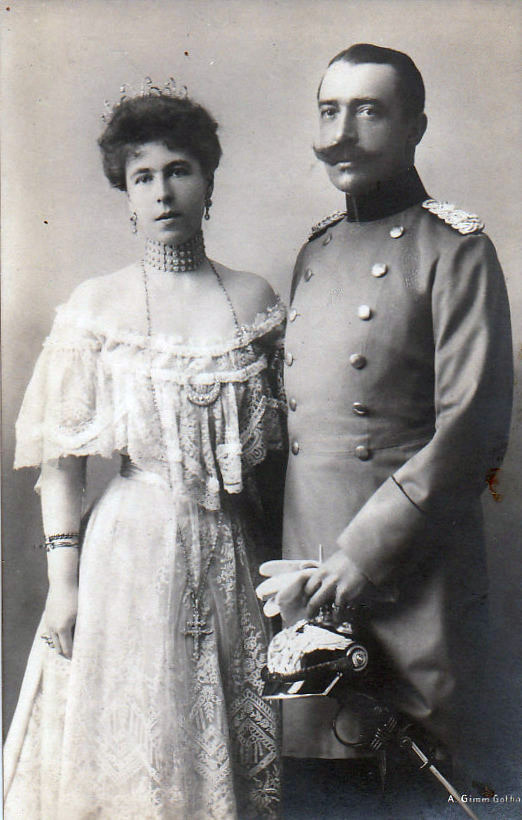
Ernst II. zu Hohenlohe-Langenburg mit seiner Frau Alexandra

Ernst II. Wilhelm Friedrich Karl Maximilian, Fürst zu Hohenlohe-Langenburg (* 13. September 1863 in Langenburg; † 11. Dezember 1950 ebenda) war bis zur Volljährigkeit des Herzogs Carl Eduard von Sachsen-Coburg und Gotha von 1900 bis 1905 Regent von Sachsen-Coburg und Gotha.

## Abstammung
Ernst zu Hohenlohe-Langenburg entstammt dem Hochadelsgeschlecht Hohenlohe und wurde als erstes Kind von Fürst Hermann zu Hohenlohe-Langenburg (1832–1913) und dessen Frau Prinzessin Leopoldine von Baden (1837–1903) geboren.

## Leben
Nach dem Abitur in Karlsruhe studierte der junge Prinz in Paris, Bonn, Tübingen und Leipzig Rechtswissenschaft. Am Oberlandesgericht Naumburg bestand er 1885 das erste juristische Staatsexamen. Nach seiner Offiziersausbildung in Berlin-Lichterfelde (1886–1891) folgten das diplomatische Examen (1890/91) und der Dienst als Botschaftssekretär in Sankt Petersburg und London (1891–94). In den folgenden Jahren arbeitete er bei seinem Vater Fürst Hermann, dem zivilen Statthalter im Reichsland Elsaß-Lothringen in Straßburg, und bereitete sich auf seine Zukunft als württembergischer Standesherr vor.

### Regent und Standesherr
Aufgrund der Verwandtschaftsbeziehungen seiner Frau, einer Tochter Herzog Alfreds von Sachsen-Coburg und Gotha, übernahm der Erbprinz nach dem Tod seines Schwiegervaters am 30. Juli 1900 bis zum 18. Juli 1905 die Regentschaft in den Herzogtümern Sachsen-Coburg und Gotha für den noch unmündigen Carl Eduard. Nach mehreren erfolglosen Versuchen, auf reichspolitischer Bühne – als Leiter der Kolonialabteilung im Auswärtigen Amt (1905/06) sowie als Abgeordneter für den Reichstagswahlkreis Herzogtum Sachsen-Coburg-Gotha 2 (1907–1911) und Vizepräsident (1909/10) des Reichstages – Fuß zu fassen, trat er 1913 sein standesherrliches Erbe an. Damit verbunden war bis zur Novemberrevolution 1918 der erbliche Sitz in der württembergischen Kammer der Standesherren, der er bereits seit 1895 als Stellvertreter seines Vaters angehörte. Der Fürst betätigte sich während des Ersten Weltkriegs freiwillig in der Krankenpflege, unter anderem als Generaldelegierter an der Ostfront sowie (seit 1918) als Kaiserlicher Kommissar und Militärinspekteur. 1915 wurde er als Sonderbotschafter nach Konstantinopel und auf den Balkan geschickt.

### Nationalsozialismus
Ernst zu Hohenlohe-Langenburg stand dem völkisch-rassistischen Denken bereits im Ausgang des 19. Jahrhunderts nahe, wie der Briefwechsel mit Cosima Wagner zeigt. In der Zeit des Nationalsozialismus trat er zum 1. April 1936 in die Nationalsozialistische Deutsche Arbeiterpartei ein (Mitgliedsnummer 3.726.902). In Adolf Hitler sah Hohenlohe-Langenburg ein „Geschenk Gottes für das deutsche Volk“. Auch seine Familienmitglieder wurden Parteimitglieder und waren aktive Förderer des Nationalsozialismus. Seine Tochter Alexandra war Kreisfrauenschaftsführerin im Oberamt Gerabronn, Kreisabteilungsleiterin für Schulung und Kultur, Ortsgruppenleiterin der NS-Frauenschaft Langenburg. Sie wurde 1947 bei der Entnazifizierung als „Belastete“ eingestuft und zu zwei Jahren Arbeitslager verurteilt.

### Nachkriegszeit
Nach dem Krieg zog sich das Ehepaar ins Privatleben zurück. Während seine Frau unter ständigen Krankheiten litt, widmete sich Ernst zu Hohenlohe-Langenburg seinem Engagement in der evangelischen Kirche und in Vereinen, unter anderem bei den Deutschen Evangelischen Kirchentagen, als Kommendator der Württemberg-Badenschen Genossenschaft, als Statthalter der Balley Brandenburg im Johanniterorden, als Ehrenpräsident des Württembergischen Landesverbandes vom Roten Kreuz sowie im Evangelischen Volksbund für Württemberg. Ernst II. war Corpsschleifenträger der Suevia Tübingen (1884) und der Borussia Bonn (1887).
Ernst zu Hohenlohe-Langenburg starb mit 87 Jahren in Langenburg.

## Ehrungen
- Friedrichs-Orden, Großkreuz (1893)[7]
- Orden der Württembergischen Krone, Großkreuz (1901)[8]

## Familie

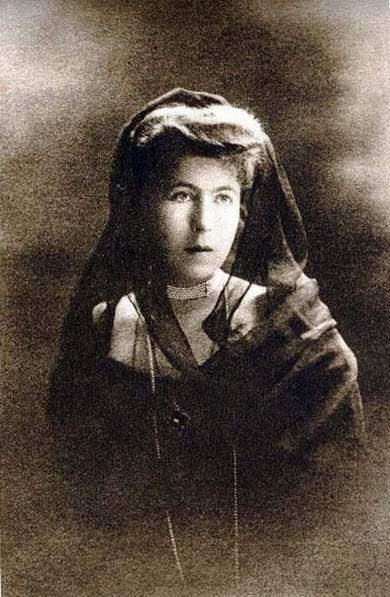
Alexandra von Sachsen-Coburg und Gotha

Am 20. April 1896 heiratete er auf Schloss Ehrenburg in Coburg Prinzessin Alexandra von Sachsen-Coburg und Gotha (* 1. September 1878 auf Schloss Rosenau in Coburg; † 16. April 1942 in Schwäbisch Hall) Enkelin der Königin Victoria. Aus der Ehe gingen folgende Kinder hervor:
- Gottfried (* 24. März 1897; † 11. Mai 1960), Nachfolger als Chef des Hauses Hohenlohe-Langenburg

⚭ 1931 Margarita von Griechenland (1905–1981),
- Melita (* 18. Januar 1899; † 8. November 1967)

⚭ 1916 Wilhelm Friedrich Herzog von Schleswig-Holstein-Glücksburg (1891–1965),
- Alexandra (* 2. April 1901; † 26. Oktober 1963), blieb unverheiratet
- Irma (* 4. Juli 1902; † 8. März 1986), blieb unverheiratet
- Alfred († 18. April 1911)